# The Violin Maker
The Violin Maker er en amerikansk stumfilm fra 1915 af Lon Chaney.

## Medvirkende
- Lon Chaney som Pedro
- Gretchen Lederer som Marguerita
- William Quinn som Maurice Puello